# آنک
آنک (به هندی: Anek) یا زیاد (به انگلیسی: Many) فیلمی هندی محصول سال ۲۰۲۲ و به کارگردانی آنوبهاو سینها است. در این فیلم بازیگرانی همچون آیوشمان کورانا، مانوج پاوا، کوماند میشرا، آندره‌آ کویچوسا و جی.دی چاکراوارتی ایفای نقش کرده‌اند.